# Orsolobus pucara
Orsolobus pucara är en spindelart som beskrevs av Forster och Norman I. Platnick 1985. Orsolobus pucara ingår i släktet Orsolobus och familjen Orsolobidae. Inga underarter finns listade i Catalogue of Life.